# 여름날: 유희열 소품집
《여름날(Summer Days)》은 대한민국의 음악인 유희열의 소품집으로서, LG전자의 X Note 홍보 목적을 위해 마련한 크로스오버 필름 캠페인의 일환으로 유희열의 프로듀싱 하에 제작된 작품이며, 본 앨범 제작을 위해 해당 캠페인과 손을 잡았다. 크로스오버 필름은 ‘여름, 사랑, 추억’이라는 테마로 현빈, 류승범, 신민아가 주연을 맡고, 음반은 유희열의 음악을 담아 발표됐으며 소품집은 1만장 한정판으로만 제작되었다.

## 수록곡
| #             | 제목                                                            | 작사          | 작곡           | 편곡          | 재생 시간 |
| ------------- | --------------------------------------------------------------- | ------------- | -------------- | ------------- | --------- |
| 1.            | 〈공원에서〉                                                    |               | 유희열         | 유희열        | 3:57      |
| 2.            | 〈우리 만난 적 있나요〉 (Voice : 이상은(유희열의 아내), 유희열) | 유희열        | 유희열         | 유희열        | 3:33      |
| 3.            | 〈밤의 멜로디〉 (Vocal : 신재평(PEPPERTONES))                   | 유희열        | 유희열         | 신재평        | 3:36      |
| 4.            | 〈즐거운 나의 하루〉 (Vocal : 신민아)                           | 유희열        | 유희열         | 유희열        | 3:40      |
| 5.            | 〈그럴때 마다〉 (Instrumental version)                          |               | 유희열         | 유희열        | 4:04      |
| 6.            | 〈관계와 관계〉 (Vocal : 강성호)                                | 유희열        | 유희열         | 유희열        | 5:37      |
| 7.            | 〈여름날〉 (Vocal : 신재평)                                     | 유희열        | 유희열, 신재평 | 신재평        | 5:07      |
| 8.            | 〈에필로그〉                                                    |               | 유희열         | 유희열        | 1:07      |
| 총 재생 시간: | 총 재생 시간:                                                   | 총 재생 시간: | 총 재생 시간:  | 총 재생 시간: | 30:41     |

## 참여
이 목록은 해당 앨범의 부클릿에서 발췌하였다.
| - 유희열 - 프로듀서, 피아노(1, 2, 4, 5), 멜로디언(2, 5), 건반 악기(6), 현악 편곡 참여 음악인 - 함춘호 - 기타(1, 2, 4, 5, 8) - 신재평 - 모든 악기(3, 7), 믹싱(3, 7) - 강성호 - 코러스(6) - 하림 - 하모니카(6) - 최진우 - 드럼 프로그래밍(6), 믹싱 - 허민 - 코러스(7) | 스탭 - 이나일 - 현악 편곡 - 김한구 - 믹싱 - 장지복, 임재금, 조정현 - 녹음 - 드림팩토리, 사운드 솔루션, 지누네 집, 재평이네 방 - 믹싱/녹음 스튜디오 - 최효영(소닉 코리아) - 마스터링 - 김남용, 유경오 - 사진 - 홍화기 - 아트워크 - 이진영 - 마케팅 - 이창희(안테나 뮤직) - 매니지먼트 - 정동인(안테나 뮤직) - 이그제큐티브 프로듀서 |

## 인용
1. ↑  이정아 (2008년 7월 21일). “유희열 소품집, 29일 온-오프라인 공개”. OSEN.
2. ↑  이정아 (2008년 7월 22일). “유희열 소품집, 1만장 한정 판매”. OSEN.
3. ↑  홍동희 (2008년 7월 22일). “토이 아닌 유희열이 노래하는 ‘여름날’”. 헤럴드경제.
4. ↑  길혜성 (2008년 7월 23일). “'1만장 한정' 유희열 소품집, 선주문만 3만”. 머니투데이 스타뉴스.
5. ↑  《여름날》 라이너 노츠